# Gelbverzwergungsviren
Als Gelbverzwergungsviren (Sammelbegriff Gelbverzwergungsvirus, englisch Barley yellow dwarf virus, BYDV) werden eine Reihe von Spezies der Gattungen Luteovirus  (aus der Familie Tombusviridae, „Untergruppe I“) und Polerovirus (aus der Familie Solemoviridae, „Untergruppe II“) zusammengefasst. Zusammen mit dem Raigrasmosaikvirus (offiziell Ryegrass mosaic virus, RGMV) gehören sie zu den weltweit am weitesten verbreiteten Pflanzenviren. Zu ihren Wirten zählen vorwiegend die Süßgräser, wie z. B. die Getreidearten Hafer, Gerste, Weizen, Triticale und Roggen, auch Grasarten wie z. B. die Weidelgräser.
Übertragen wird das Virus von Blattläusen.
Die Anfälligkeit unterscheidet sich je nach Getreideart. So ist Hafer am anfälligsten, gefolgt von Gerste, dann Weizen, Triticale; die geringste Anfälligkeit weist Roggen auf.

## Aufbau und Genom
Die Gelbverzwergungsviren verfügen über eine einzelsträngige RNA und keine Virushülle.

## Systematik
Insgesamt gibt es folgende vom International Committee on Taxonomy of Viruses (ICTV) bestätigte und vorgeschlagene Vertreter dieser Gruppe in der Familie Luteoviridae, die inzwischen als eigene Spezies angesehen werden (in Klammern jeweilige Vektoren):
- Untergruppe I (Mitglieder der Gattung Luteovirus als Barley yellow dwarf virus, BYDV im eigentlichen Sinn)

- Spezies Luteovirus kerbihordei mit Barley yellow dwarf virus kerII (BYDV-kerII)
- Spezies Luteovirus kertrihordei mit Barley yellow dwarf virus kerIII (BYDV-kerIII)
- Spezies Luteovirus mavhordei mit Barley yellow dwarf virus MAV (BYDV-MAV), Vektor: Sitobion avenae
- Spezies Luteovirus pashordei mit Barley yellow dwarf virus PAS (BYDV-PAS)
- Spezies Luteovirus pavhordei (ehem. Typusspezies) mit Barley yellow dwarf virus PAV (BYDV-PAV), Vektoren: Rhopalosiphum padi, Sitobion avenae, Metopolophium dirhodum
- Spezies “Barley yellow dwarf virus GAV” (BYDV-GAV) (vorgeschlagener Kandidat)
- Spezies “Barley yellow dwarf virus OYV” (BYDV-OYV) (vorschlagsgemäß)

- Untergruppe II (Mitglieder der Gattung Polerovirus mit neuem Namen Cereal yellow dwarf virus, CYDV bzw. Maize yellow dwarf virus, MYDV etc. bezeichnet)

- Spezies Cereal yellow dwarf virus RPS (CYDV-RPS), veraltet Barley yellow dwarf virus RPS (BYDV-RPS)
- Spezies Cereal yellow dwarf virus RPV (CYDV-RPV), veraltet Barley yellow dwarf virus RPV (BYDV-RPV), Vektor: Rhopalosiphum padi
- Spezies Maize yellow dwarf virus RMV (MYDV-RMV), veraltet Barley yellow dwarf virus RMV (BYDV-RMV), Vektor: Rhopalosiphum maidis
- Spezies “Setaria yellow dwarf virus” (SYDV) (vorschlagsgemäß)
- Spezies “Wheat yellow dwarf virus” (vorschlagsgemäß)

- in derselben Familie, aber vom ICTV (noch) keiner Gattung zugeordnet:

- Spezies Barley yellow dwarf virus GPV (BYDV-GPV)
- Spezies Barley yellow dwarf virus SGV (BYDV-SGV), Vektor: Schizaphis graminum

Anderen Virusfamilien und Gattungen zugeordnet, aber mit ähnlichem Krankheitsbild, sind beispielsweise:
- Spezies Onion yellow dwarf virus aus der Gattung Potyvirus, Familie Potyviridae.
- Spezies Chickpea yellow dwarf virus aus der Gattung Mastrevirus, Familie Geminiviridae.
- Spezies Tobacco yellow dwarf virus ebenda

## Pathologie

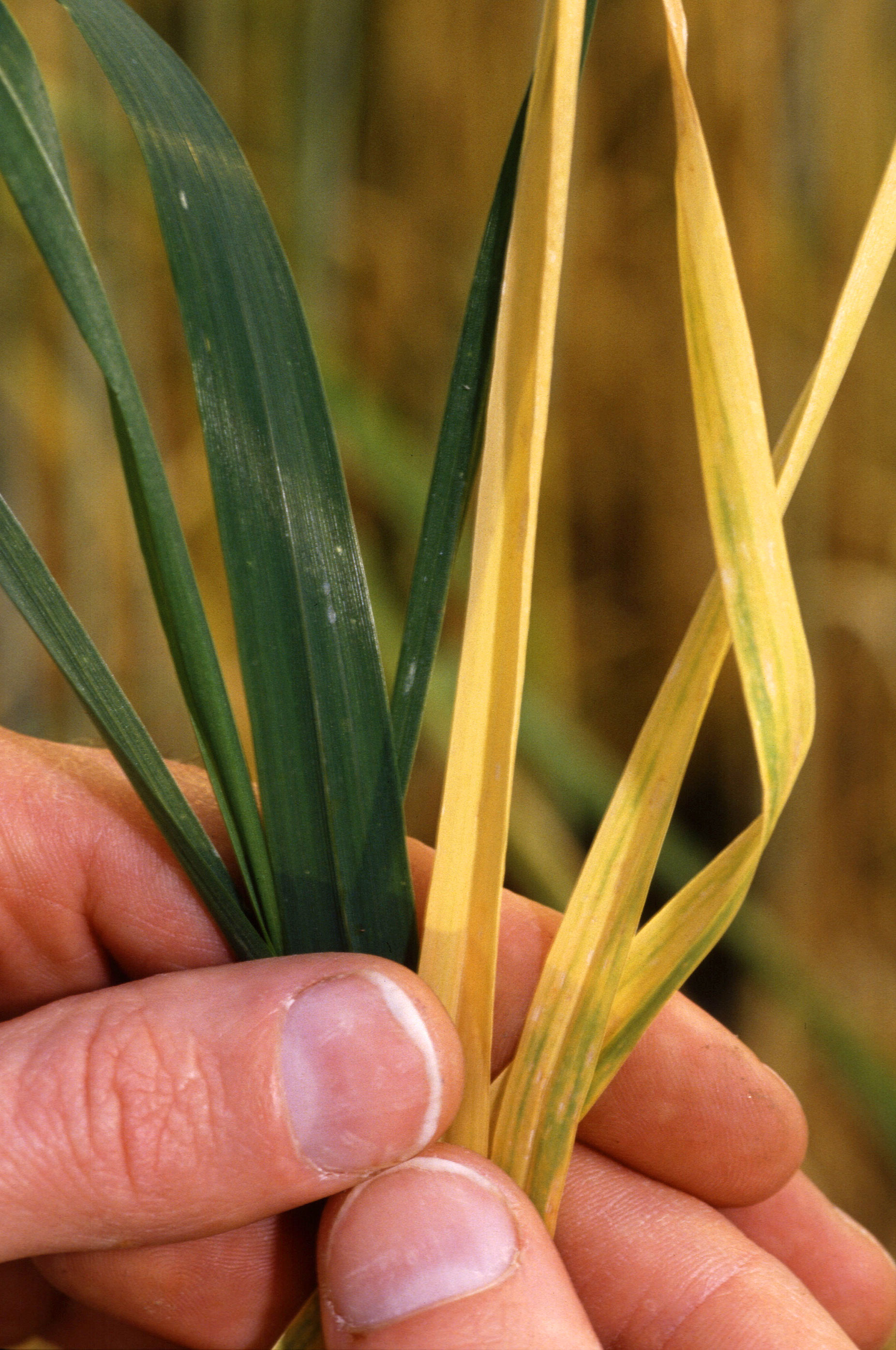
Symptome des Befalls beim Weizen

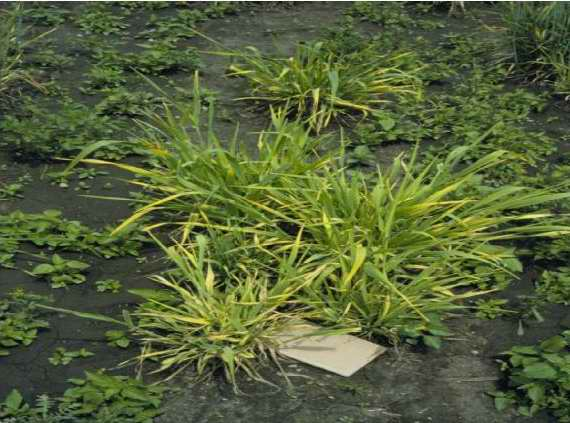
Gehemmtes Wachstum beim Weizen

### Übertragung
Das Virus befällt zunächst Blattläuse, was ein bis zwölf Stunden dauert. Nach Aufnahme des Virus sind die Blattläuse für mehr als 20 Tage infektiös. Die Übertragung des Virus auf die Pflanzen erfolgt innerhalb von 30 Minuten bis zu mehreren Stunden bei der Nahrungsaufnahme der Blattläuse: Hierbei wird das Virus in das Phloem der Pflanzen übertragen und vermehrt sich. Um den Befall mit Gelbverzwergungsvirus nachzuweisen, wird ein ELISA-Test am Blattsaft durchgeführt.

### Symptome
In einem Bestand breitet sich das Virus oft nesterweise aus. Je nach Getreideart, Sorte, Temperatur und Nährstoffversorgung variieren die ausgeprägten Symptome. Erste sind nach einem Befall je nach Temperatur nach 2–4 Wochen sichtbar. Bei Frühsaaten können Krankheitserscheinungen bereits im Herbst beobachtet werden. Charakteristisch für das Gelbverzwergungsvirus ist vor allem die Färbung der Blätter der betroffenen Pflanzen. Diese reicht von gelb bei der Gerste über orange beim Weizen bis zu rot beim Hafer und breitet sich oft vom Blattrand über das gesamte Blatt aus. Vom Gelbverzwergungsvirus befallene Pflanzen sind außerdem im Wachstum gehemmt und bleiben deshalb bei frühem Befall sehr klein, sind dafür aber stark bestockt. Oftmals sind auch das Schossen und die Bildung von Ähren gehemmt, weswegen es nicht zur Ausbildung von Blütenständen und somit einer Fortpflanzung der Pflanzen kommen kann. Dies bedeutet einen großen ökonomischen Schaden.
Des Weiteren kommt es oft auch zu einer Nekrose in den Leitbündeln der Pflanzen. Außerdem können die Pflanzen anfälliger für abiotischen Stress oder Pilzpathogene sein.

## Bekämpfung
Da es unmöglich ist, Viren direkt zu bekämpfen, behilft man sich vor allem mit einer Kontrolle der Vektoren. Getreide wird bevorzugt in Abwesenheit von Blattläusen ausgesät und ein schneller und lückenloser Feldaufgang gefördert. Teilweise werden auch Insektizide als vorbeugende Maßnahme eingesetzt. Durch gebeiztes Saatgut lässt sich die Einsatzmenge der Insektizide minimieren. Dies ist besonders nach ausgesprochenen amtlichen Warnhinweisen über Infektionsgefahr sinnig. Außerdem wird versucht, sich durch Gentechnik zu behelfen, indem man das in einer äthiopischen Sorte gefundene Gen ryd2 in einige Zuchtsorten Gerste einlagert.